# Nikola Stipić
Nikola Stipić (in serbo Никола Стипић?; 18 dicembre 1937) è un ex calciatore jugoslavo.

## Carriera
Debutta da professionista nel 1956 con la Stella Rossa di Belgrado, dove rimarrà per tutta la carriera vincendo quattro campionati della RSF di Jugoslavia, tre Coppe di Jugoslavia e la Mitropa Cup 1958.
Con la Nazionale jugoslava vanta 1 presenza e la partecipazione ai Mondiali del 1962.

## Palmarès
- Campionati della RSF di Jugoslavia: 4

Stella Rossa: 1956-1957, 1958-1959, 1959-1960, 1963-1964
- Coppe di Jugoslavia: 3

Stella Rossa: 1958, 1959, 1964
- Mitropa Cup: 1

Stella Rossa: 1958